# Day6
DAY6 (кор. 데이식스) — южнокорейский бойз-бенд, сформированный в 2014 году компанией JYP Entertainment. В состав группы входит четыре участника: Сонджин, Ёнкей, Вонпиль и Доун. Группа дебютировала 7 сентября 2015 года, с мини-альбомом The Day. Джунхёк покинул группу в феврале 2016 года. Джэ покинул группу 31 декабря 2021 года.

## История

### 2014—2016: Формирование, дебют сThe Dayи уход Джунхёка
JYP Entertainment первоначально объявили о дебюте группы из 5 человек под названием 5LIVE, состоящей из Сонджина, Джэ, Ёнкея, Джунхёка и Вонпиля. В 2014 году группа начала продвижение, появившись в четвёртом эпизоде программы «Кто следующий?» и выпустив песню под названием «Lovely Girl» как часть оригинального саундтрека к сериалу 2013 года «Красавчик».
В середине 2015 года барабанщик Доун был добавлен в состав, и группа была переименована в DAY6.
DAY6 выпустили свой дебютный мини-альбом The Day с заглавным синглом «Congratulations» 7 сентября 2015 года.
27 февраля 2016 года JYP Entertainment заявил, что Джунхёк покинул группу по личным причинам и расторг контракт с компанией. DAY6 остались группой из пяти человек и выпустили свой второй мини-альбом Daydream с заглавным треком «Letting Go» 30 марта. 31 марта DAY6 официально дебютировали на музыкальной программе M Countdown через шесть месяцев после своего дебюта.

### 2017: ПроектEvery Day

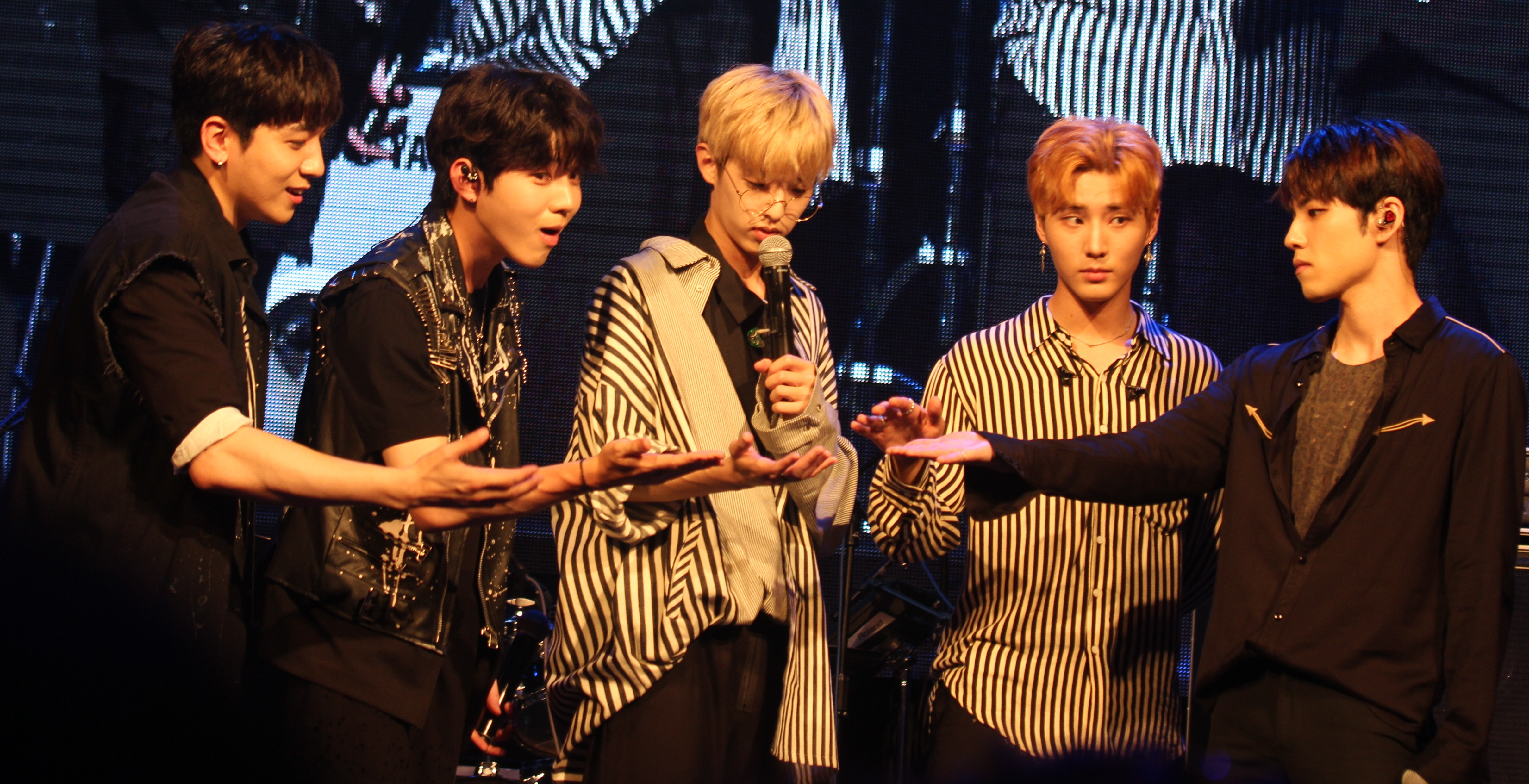
Day6 на Live & Meet в Тайване, май 2017 года.

29 декабря 2016 года DAY6 объявили о своем предстоящем ежемесячном проекте в 2017 году под названием Every Day6, в котором группа выпускала по две песни каждый месяц шестого числа (кроме мая, июня, августа и октября) наряду с концертами до выхода песни, музыкальными клипами и 4 фиксированными VLIVEs.
DAY6 выпустили первый ежемесячный сингл «I Wait» и сайд-трек «Goodbye Winter» 6 января 2017 года. Их второй ежемесячный сингл «You Were Beautiful» и сайд-трек «My Day» были выпущены 6 февраля.
Их третий ежемесячный сингл с ведущим синглом «How Can I Say» и сайд-трек «I Would» были выпущены 6 марта. Они также продвигались на музыкальной программе M Countdown 9 марта. Их четвертый ежемесячный сингл, состоящий из ведущего сингла «i’M Serious» и сайд-трек «Say Wow», был выпущен 6 апреля. В тот же день группа выступила на музыкальном шоу M Countdown. 8 мая был выпущен пятый ежемесячный сингл «Dance Dance» и сайд трек «Man in a Movie».
В июне DAY6 выпустили свой первый полноформатный альбом Sunrise, состоящий в общей сложности из 14 треков. Альбом состоит из релизов с января по май, перезагруженной версии «Letting Go», финальной версии «Congratulations», и двух новых треков: «I Smile» (ведущий сингл альбома) и «Lean On Me». В тот же день Day6 объявили свое официальное название фанклуба «My Day».
6 июля был выпущен седьмой сингл, состоящий из ведущего сингла «Hi Hello» и сайд-трека «Be Lazy», был выпущен. 7 августа был выпущен восьмой сингл, состоящий из ведущего сингла «What Can I Do» и сайд-трека «Whatever!». Девятый сингл с ведущим синглом «I Loved You» и сайд-трек «i’ll Remember» вышел 6 сентября. Day6 первоначально выпустили свой десятый сингл 7 октября, а позже — 29 сентября, который состоит из ведущего сингла «When You Love Somebody» и сайд-трека «I Need Somebody». Музыкальные клипы к августовскому, сентябрьскому и октябрьскому синглов представляли собой трехчастную историю о школьной дружбе и любви.
20 по 29 октября Day6 провели североамериканский тур. Их ноябрьский сингл, состоящий из ведущего сингла «All Alone» и сайд-трека «Pouring», был выпущен 6 ноября. 28 ноября JYP Entertainment объявили о первом общенациональном туре группы в 2018 году Every Day6 Concert Nationwide Tour. Тур начался в Пусане 20-21 января, Тэгу 27 января и остановился в Тэджоне 10 февраля.
6 декабря DAY6 завершили свой ежемесячный проект выпуском своего второго полноформатного альбома Moonrise. Альбом содержит предыдущие релизы с июля по ноябрь, заглавный трек «I Like You», два сайд-трека («Better Better» и «i’ll Try»), а также финальные версии би-сайдов с дебютного мини-альбома The Day.

### 2018: СерияYouth, японский дебют и первый мировой тур
Официальный представитель Day6 объявил о наборе их фан-клуба первого поколения с 5 по 25 января.
Day6 официально дебютировали в Японии 14 марта со своим первым японским синглом «If (Mata Aetara)». Сингл также служит тематической песней для японской дорамы «Повтор». Музыкальное видео для сингла было выпущено 2 февраля.
Day6 провели свой заключительный концерт Every Day6 — The Best 3 и 4 марта в Олимпийском зале.
В апреле 2018 года Day6 объявили о своем первом японском концерте, Day6 1st Live в Японии «The Best Day» 13 июня в Tsutaya O-East в Токио.
В мае 2018 года было объявлено, что Day6 выпустят свой второй японский сингл «Stop the Rain» 25 июля, который был спродюсирован японским гитаристом Убукатой Синъити (участником ELLEGARDEN и Nothing’s Carved In Stone).
В июне 2018 года Day6 выпустили свой первый сборник в Японии, The Best Day, который состоит из предыдущих корейских синглов группы и трех треков новой версии.
26 июня Day6 выпустили свой третий мини-альбом Shoot Me: Youth Part 1. Альбом содержит семь треков, с ведущим синглом под названием «Shoot Me». Вторая часть, Remember Us: Youth Part 2, была выпущена 10 декабря с ведущим синглом «days gone by». 17 октября, между выпуском двух частей, был выпущен их первый японский студийный альбом Unlock.
Day6 отправились в свое первое мировое турне под названием Youth, впоследствии выступив в 24 городах Азии, Австралии, Северной Америки и Европы с 22 июня 2018 года по 29 января 2019 года.

### 2019—2021: СерияThe Book of Us, второй мировой тур и первый саб-юнит
10 января 2019 года аккаунт Day6 на YouTube объявил, что набор в их фан-клуб второго поколения начнется в этом месяце. DAY6 выпустили свой пятый мини-альбом The Book of Us: Gravity 15 июля. 24 июля они впервые выиграли трофей на музыкальном шоу. Они отправились в свой второй мировой тур 9 августа.
22 октября они выпустили свой третий студийный альбом на корейском языке, The Book of Us: Entropy. 4 декабря группа выпустила второй сборник The Best Day2.
11 мая 2020 года Day6 выпустили шестой мини-альбом The Book of Us: The Demon с заглавным синглом «Zombie».
В августе JYP Entertainment анонсировала первый саб-юнит Day6, Even of Day, состоящее из Ёнкея, Вонпиля и Доуна, которое дебютировало 31 августа с мини-альбомом The Book of Us: Gluon. Even of Day приняли участие в первом сегменте веб-музыкального шоу Secret Atelier, где они выпустили сингл «So, This Is Love» 15 января 2021 года в результате шоу. 24 января Even of Day провели свой первый онлайн-концерт, Online Party Night: The Arcane Salon.
26 февраля было объявлено, что Day6 вернутся в апреле. 8 марта Сонджин объявил во время прямой трансляции в V Live, что он будет зачислен на обязательную военную службу. Позже было объявлено, что Day6 выпустят свой седьмой мини-альбом The Book of Us: Negentropy и ее ведущий сингл «You Make Me» 19 апреля.
31 марта JYP Entertainment загрузила на свою страницу в YouTube «DAY6 <The Book of Us: Negentropy-Chaos swallowed up in love> Epilogue Film». В новом альбоме в общей сложности 7 песен с «You make Me», выступающей в качестве рекламного трека. Альбом был выпущен вместе с официальным музыкальным видео для их рекламного трека. 19 апреля JYP объявили, что из-за призыва Сонджина в армию группа не будет продвигать альбом The Book of Us: Negentropy.
5 июля саб-юнит Even of Day выпустили свой второй мини-альбомом, Right Through Me.

## Участники
| Сценический псевдоним | Сценический псевдоним | Настоящее имя | Настоящее имя | Дата рождения | Позиция в группе                      |
| Основной              | Другой                | На русском    | Хангыль       | Дата рождения | Позиция в группе                      |
| --------------------- | --------------------- | ------------- | ------------- | ------------- | ------------------------------------- |
| Сонджин               | Sungjin               | Пак Сон Джин  | 박성진        | 16.01.1993    | Лидер, вокалист, ритм-гитарист        |
| Ёнкей                 | Young K               | Кан Ён Хён    | 강영현        | 19.12.1993    | Вокалист, главный рэпер, бас-гитарист |
| Вонпиль               | Wonpil                | Ким Вон Пиль  | 김원필        | 28.04.1994    | Вокалист, клавишник                   |
| Доун                  | Dowoon                | Юн До Ун      | 윤도운        | 25.08.1995    | Ударник, макнэ                        |

### Бывшие участники
| Сценический псевдоним | Сценический псевдоним | Настоящее имя | Настоящее имя | Дата рождения | Позиция в группе                  |
| Основной              | Другой                | На русском    | Хангыль       | Дата рождения | Позиция в группе                  |
| --------------------- | --------------------- | ------------- | ------------- | ------------- | --------------------------------- |
| Джэ                   | Jae                   | Пак Джэ Хён   | 박제형        | 15.09.1992    | Вокалист, ведущий рэпер, гитарист |
| Джунхёк               | Junhyeok              | Им Джун Хёк   | 임준혁        | 17.07.1993    | Вокалист, клавишник               |

## Дискография
| Корейские альбомы Студийные альбомы Sunrise (2017) Moonrise (2017) The Book of Us: Entropy (2019) Мини-альбомы The Day (2015) Daydream (2016) Shoot Me: Youth Part 1 (2018) Remember Us: Youth Part 2 (2018) The Book of Us: Gravity (2019) The Book of Us: The Demon (2020) The Book of Us: Negentropy (2021) Fourever (2024) | - Unlock (2018) |  |

## Фан-клуб
Название официального фан-клуба является «My Day». Это название было окончательно выбрано благодаря идеям и голосам фанатов в соответствии с датой выпуска первого студийного альбома SUNRISE 7 июля 2017 года. Это означает что DAY6 и фанаты — драгоценны друг для друга и заполняют собой дни друг друга. Песня «My Day» была выпущена в феврале 2017 года и «Every DAY» 6 февраля и считается песней для фанатов.

## Концерты и туры
Хэдлайнеры
- Day6 Live Concert «D-Day» (2015)
- Day6 Live Concert «Dream» (2016)
- Every Day6 Concerts (2017—2018)
- Day6 1st Live in Japan «The Best Day» (2018)
- Day6 Christmas Special Concert «The Present» (2018)

Туры
- Day6 First World Tour «Youth» (2018—2019)
- Day6 2nd Live Tour in Japan (2018)
- DAY6 WORLD TOUR «GRAVITY» (2019—2020)

## Фильмография
| Год  | Название                           | Примечания                         | Ссылка |
| ---- | ---------------------------------- | ---------------------------------- | ------ |
| 2016 | DAY6’s Free Radio (1 сезон)        | 10 эпизодов                        | [ 47 ] |
| 2017 | [Tour Avatar] DAY6 x GYEONGJU      | 7 & 8 эпизоды                      | [ 48 ] |
| 2018 | DAY6’s Free Radio (season 2 сезон) | 5 эпизодов (+ 1 специальный клип)  | [ 49 ] |
| 2018 | Stark Idol League DAY6             | 4 эпизоды                          | [ 50 ] |
| 2019 | DAY6 Real Trip <DAYOFF> in Jeju    | 6 эпизодов (+ 2 специальных клипа) | [ 51 ] |
| 2019 | DAY6 Youth Warm-Up                 | 4 эпизодов (+ 1 специальный клип)  | [ 52 ] |

## Награды и номинации
| Год  | Награда                 | Категория                    | Номинированная работа  | Результат    |
| ---- | ----------------------- | ---------------------------- | ---------------------- | ------------ |
| 2020 | Asia Artist Awards      | Male Singer Popularity Award | DAY6                   | Номинированы |
| 2019 | Golden Disk Awards      | Album of the Year            | Shoot Me: Youth Part 1 | Номинированы |
| 2018 | Genie Music Awards      | Song of the Year             | «Shoot Me»             | Номинированы |
| 2018 | Genie Music Awards      | Band Music Award             | «Shoot Me»             | Победа       |
| 2018 | Genie Music Awards      | Genie Music Popularity Award | DAY6                   | Номинированы |
| 2019 | Genie Music Awards      | Best Band Performance        | «Time Of Our Live»     | Победа       |
| 2017 | Melon Music Awards      | Best Rock Performance        | «You Were Beautiful»   | Номинированы |
| 2018 | Melon Music Awards      | Best Rock Performance        | «I Like You»           | Номинированы |
| 2019 | Melon Music Awards      | Best Rock Performance        | «Days Gone By»         | Номинированы |
| 2020 | Melon Music Awards      | Best Rock Performance        | «Zombie»               | Номинированы |
| 2016 | Mnet Asian Music Awards | Best Band Performance        | «Letting Go»           | Номинированы |
| 2016 | Mnet Asian Music Awards | Song of the Year             | «Letting Go»           | Номинированы |
| 2017 | Mnet Asian Music Awards | Best Band Performance        | «I Smile»              | Номинированы |
| 2017 | Mnet Asian Music Awards | Song of the Year             | «I Smile»              | Номинированы |
| 2018 | Mnet Asian Music Awards | Best Band Performance        | «Shoot Me»             | Номинированы |
| 2018 | Mnet Asian Music Awards | Song of the Year             | «Shoot Me»             | Номинированы |
| 2019 | Mnet Asian Music Awards | Best Band Performance        | «Time Of Our Live»     | Номинированы |
| 2020 | Mnet Asian Music Awards | Best Band Performance        | «Zombie»               | Победа       |
| 2020 | Mnet Asian Music Awards | Song of the Year             | «Zombie»               | Номинированы |
| 2020 | Mnet Asian Music Awards | Worldwide Fans' Choice       | DAY6                   | Номинированы |
| 2016 | Seoul Music Awards      | Bonsang Award                | DAY6                   | Номинированы |
| 2016 | Seoul Music Awards      | New Artist Award             | DAY6                   | Номинированы |
| 2016 | Seoul Music Awards      | Popularity Award             | DAY6                   | Номинированы |
| 2020 | Brand of the Year Award | Idol Band                    | DAY6                   | Победа       |